# Славчо Стоилов
 Тази статия е за българския политик.  За футболист вижте Славчо Стоилов (футболист).  
Славчо Стоилов Славов е български юрист и политик от Радикалната партия.
Роден е през 1898 година. Завършва право, след което работи като адвокат и през 30-те години е активен в Софийския адвокатски съвет.
Непосредствено след Деветосептемврийския преврат от 1944 година е обвинител в Седми върховен състав на т.нар. „Народен съд“. При разцеплението на Отечествения фронт през 1945 година остава лоялен към доминираното от комунистите правителство и на 1 ноември е назначен за кмет на София на мястото на преминалия в опозиция Никола Бронзов, като остава на поста до 1 март 1948 година. През този период завършва разчистването на разрушенията от бомбардировките, ремонтират се множество засегнати сгради, одобрен е нов градоустройствен план, създадени са първите общински предприятия.
Славчо Стоилов умира през 1972 година.